# Tigers FC (Blantyre)
Tigers FC (Blantyre) (ook wel: Tigers) is een Malawische voetbalclub uit de stad Blantyre (stad).

## Stadion
De club speelt hedendaags in het Kalulu stadion. Het stadion heeft een capaciteit van (slechts) 3.000 personen. Daarmee valt het nogal in de schaduw van het grote Kamazustadion. Hier passen 50.00 mensen in, het Malawisch voetbalelftal speelt ook in dat stadion.